# ディヤーラー川
ディヤーラー川（Diyala）は、ティグリス川の支流のひとつ。イラク北部のスレイマニヤ県のダーバンディハンダムでシルワン川とタンジェロ川が合流して生まれる。源流を含めた総延長は445kmに達する。

## 流路

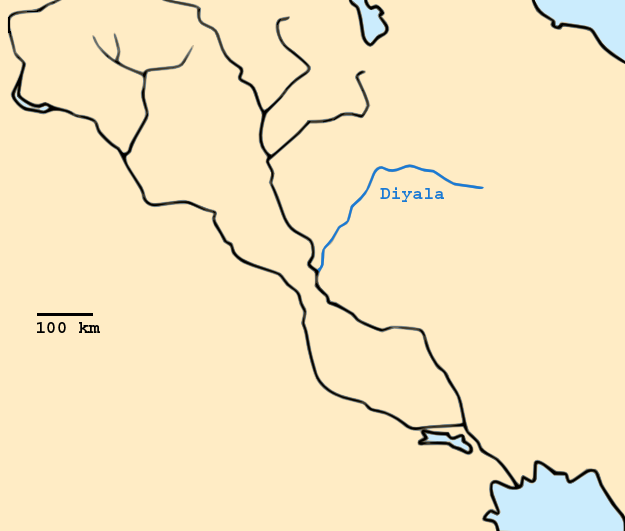
ディヤーラー川

源流はイラン国内のザグロス山脈のハマダーン近くに始まる。その後、山を下り、32kmほどイラン・イラクの国境線となる。最終的にバグダッドの下流でティグリス川に流れ込む。狭窄部があるため上流部での航行は不可能だが、それより下流では両国間の重要な交通路となっている。

## 名前
「ディヤーラー」の語源はアラム語で、クルド語では「シルワン」と呼ばれ、「轟音の海」または「叫ぶ川」を意味する。イスラム時代初期には、川の下流はナーラワン運河の一部になっていた。イラクのディヤーラー県は、この川の名にちなむ。

## 歴史

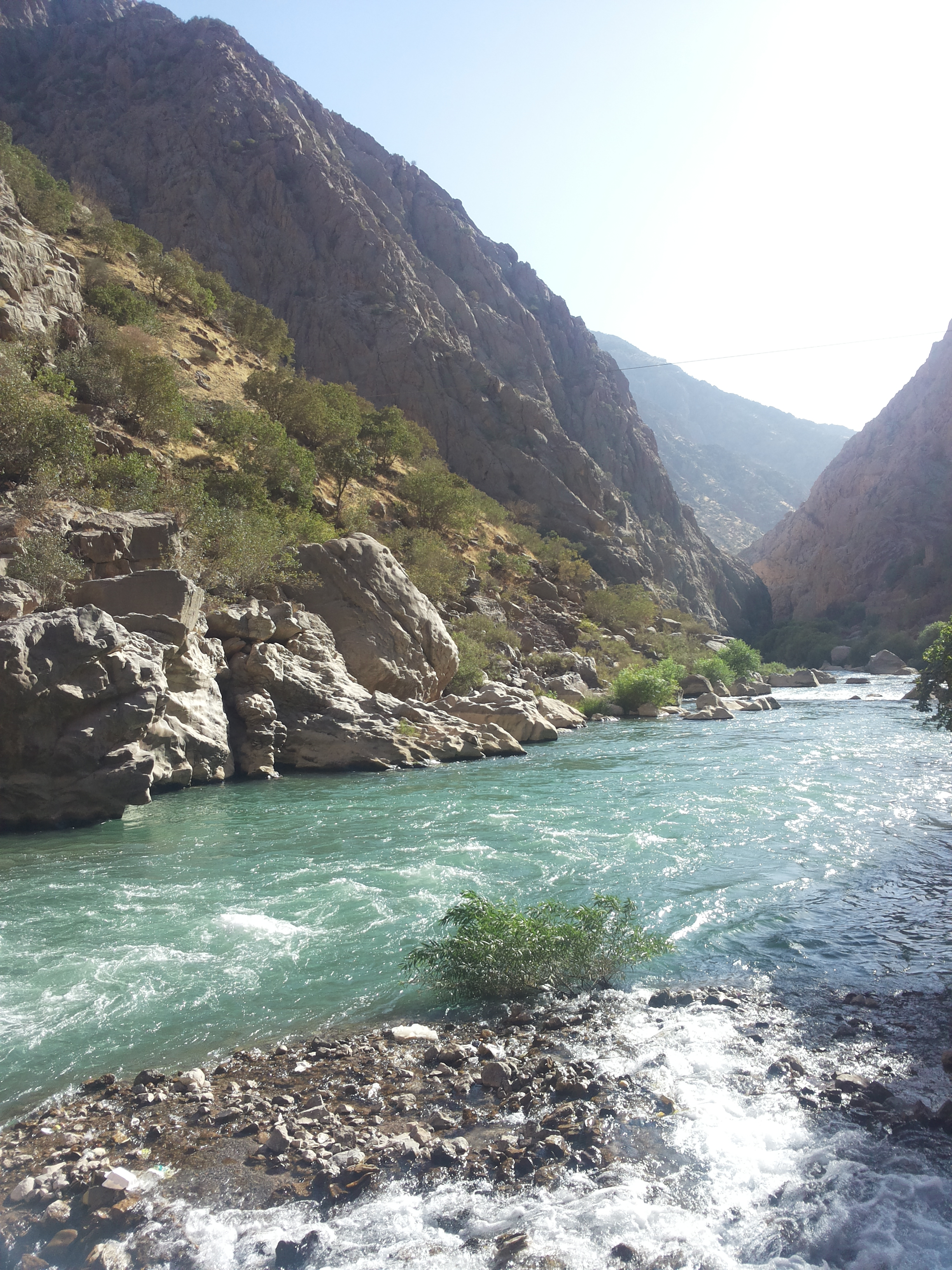
ビルとシルワンの合流点

ヘロドトスの「歴史」では、この川はジンデス（Gyndes）という名前で言及されており、キュロス大王は、聖なる白い馬がそこで死んだ後、川への罰として360本の水路を掘ることによって川を分散させたと述べている。水路が砂で埋まった後、川は以前の姿に戻った。

ディヤーラー川の戦いは、紀元前693年に、アッシリア帝国とイラン南部のエラムの間で行われた。
1917年3月、大英帝国はチグリス川との合流点でオスマン帝国を破り、第一次世界大戦のメソポタミア作戦の一部であるバグダッド陥落 (1917年)につながった。

## 考古学
この地域は、ジェムデト・ナスル期と初期王朝時代からアッカド帝国の時代にすでに繁栄していた。ラルサ時代には、エシュヌンナが特に目立つようになった。
大規模な発掘は、1930年代にディヤーラー川下流域で行われた。それらは、シカゴ大学オリエント研究所（1930年–1937年）とペンシルベニア大学（1938年–1939年）によって実施された。テル・アグラブ、テル・アスマル（古代エシュヌンナ）、テル・イシュチャリ（古代ネリブタム）、カファジェ（古代トゥトゥブ）などの遺跡が発掘された。
テル・アスマルでは、テル・アスマル・ホードが特に注目に値する出土品で、初期王朝時代（紀元前2900年から紀元前2350年）の彫像12体が見つかった。
当時、ディヤーラー周辺はメソポタミア南部や北部に比べて比較的未開拓だったが、しかし、遺跡の略奪はすでに進行中だった。その結果、本格的な発掘調査が開始された。
考古学者のジェームス・ヘンリー・ブレスティドとヘンリ・フランクフォートが発掘を主導していた。
これらの発掘調査は、メソポタミアの考古学と年代学に関する非常に包括的な情報をもたらした。それらは、ウルク後期から古バビロニアの終わり（紀元前3000年から紀元前1700年）までの期間に及んでいた。
その後、9本の詳細なモノグラフが公開されたが、12,000点の出土品のほとんどは、未公開のままだった。1992年に開始されたDiyala Database Projectは、この資料の多くを公開している。
そこで働いた他の学者は、碑文研究家としてトーキル・ヤコブセン、セットン・ロイド、そしてピーニャス・デロウガズがいた。
最近では、ヘムリンダム（Hemrin Dam）建設に伴う調査プロジェクトの一環として、ディヤーラー地域も集中的に調査された 。
次の遺跡は1977年から1981年に発掘された：Tell Yelkhi、Tell Hassan、Tell Abu Husaini、Tell Kesaran、Tell Harbud、Tell al-Sarah、TellMahmud。

### 緋色の陶器

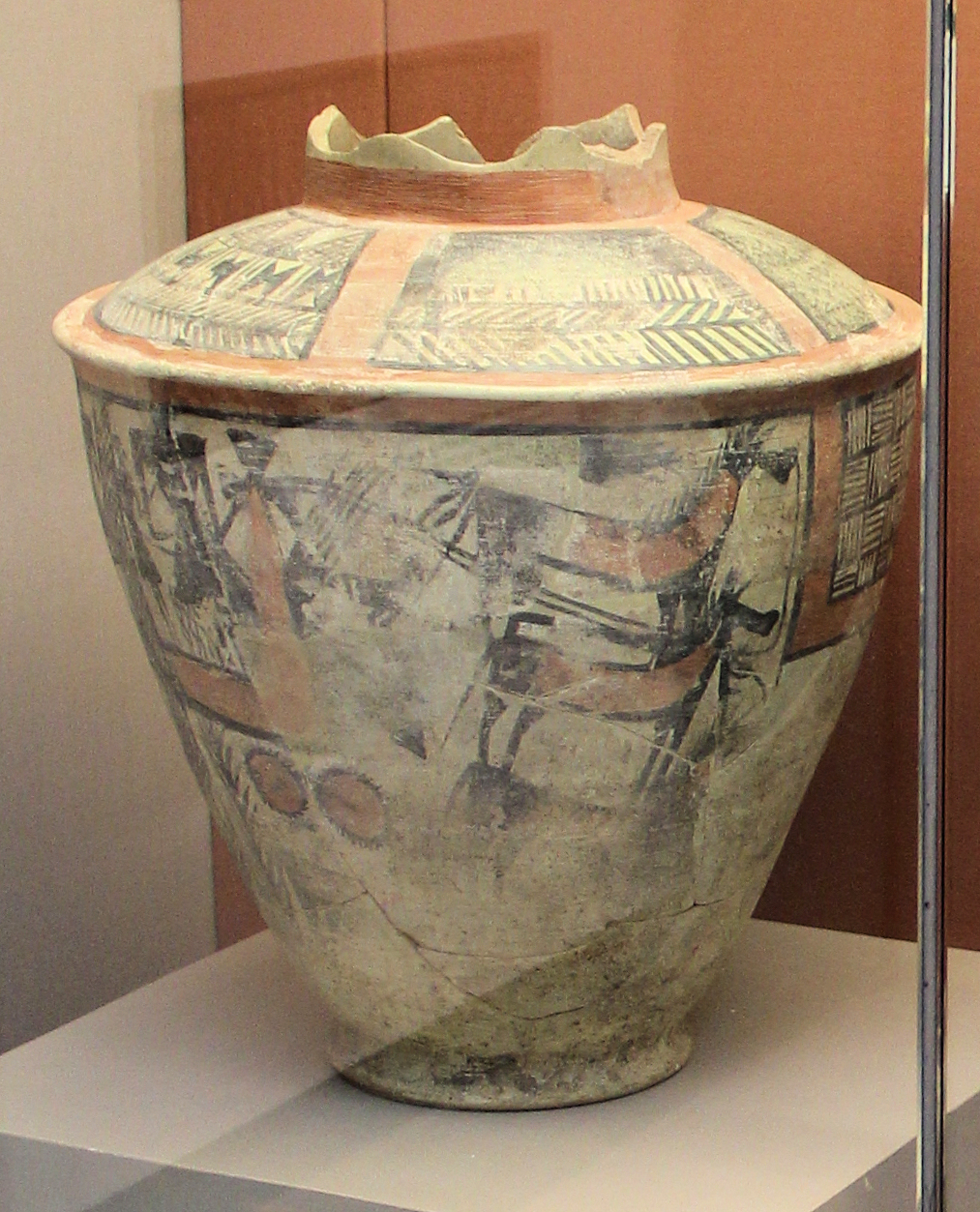
トゥトゥブで発掘された緋色の陶器。西暦前2800年から2600年、シュメール初期王朝時代II-III。大英博物館所蔵

「緋色の陶器」として知られる一群の陶器は、鮮やかな彩色で絵付けされており、ディヤーラー川沿いの代表的な出土品である 。紀元前2800年頃に開発され、同じ時期のメソポタミア中央部のジェムデトナスル陶器に関連している。この緋色は、主に赤鉄鉱を使用することで作り出されている。
緋色の陶器は初期王朝時代に典型的なものである 。ディヤーラー川沿いは、メソポタミア南部とイラン高原を結ぶ最も重要な交易路の1つがあった。このように、緋色の陶器はPOŠT-E KUH（西ロレスターン）で人気があり、スーサII期（エラム期）のスーサでも取引されていた。

## ダム
現在、イランでは、ダリアンダム（Daryan Dam）がケルマーンシャー州のダリアン（Daryan）の近くで建設中である。ダムの目的は、水力発電と、 48キロメートル (30 mi)の長さのNosoud水輸送トンネルを通して川の水をイラン南西部に流用して灌漑を行うことである 。イラクでは、川は最初に水力発電と灌漑用水用のダルバンディカンダム（Darbandikhan Dam）がある。その後、同様の多目的ダムのヘムリンダム（Hemrin Dam）に流れ込む。バグダッド近くのディヤーラー渓谷の下流では、川はバグダッドの北東の地域を洪水と灌漑を制御するディヤーラー堰（Diyala Weir）によって制御されている。

### 主なダム
- en:Darbandikhan Dam, イラク
- en:Bawanur Dam (建設中), イラク
- en:Hemrin Dam, イラク
- en:Diyala Weir, イラク
- en:Garan Dam, イラン
- en:Daryan Dam, イラン

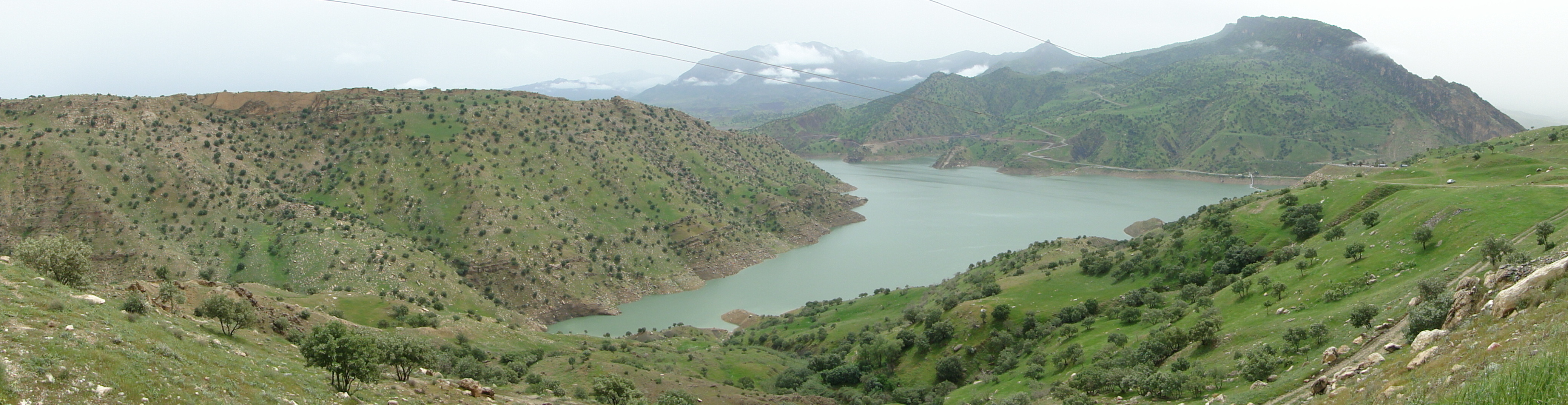
ダルバンディカン湖
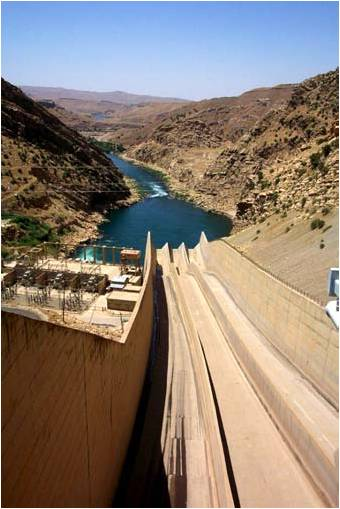
ダルバンディカンダム
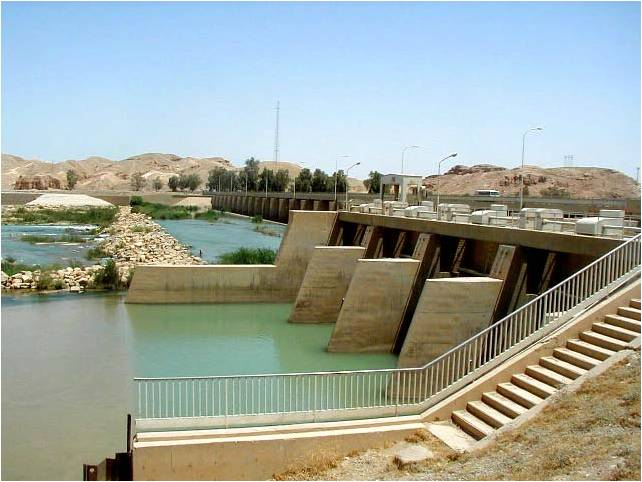
ディヤーラー堰